# António Bárbolo Alves
António Bárbolo Alves (Picote, Miranda do Douro, 5 de dezembro de 1964) é um professor, estudioso e divulgador da língua mirandesa.
Licenciou-se no ensino de português-francês pela Universidade do Minho, onde apresentou uma tese de mestrado sobre a língua mirandesa. Em 2002, doutorou-se pela Universidade de Toulouse. É professor do ensino secundário. Assumiu vários cargos de gestão e representação, sendo atualmente também diretor do Centro de Estudos António Maria Mourinho, presidente da direção da FRAUGA e Secretário Territorial para Portugal da Associação Internacional pela Defesa das Línguas e das Culturas Ameaçadas (AIDLCM).
Desde 2022, é sócio correspondente da Classe de Letras da Academia das Ciências de Lisboa (2.ª Secção - Filologia e Linguística).